# Jussi Mäntynen
Jussi Johan Rickhard Mäntynen (né  le 8 mai 1886 à Helsinki et décédé le 10 novembre 1978) est un sculpteur finlandais.

## Carrière
Jussi Mäntynen est connu pour ses sculptures réalistes avec des motifs d'animaux. 
Mäntynen est un amoureux de la nature et un chasseur, et a étudié dès son plus jeune âge l'anatomie est les mouvements des animaux. 
Il a travaillé pendant 20 ans au Musée zoologique de l'université d'Helsinki en tant que conservateur avant de poursuivre son activité d'artiste à temps plein.

## Œuvres publiques
L’œuvre la plus connue de Jussi Mäntynen est sa statue de cerf érigée devant le Musée zoologique de Finlande.
L'original est érigé dans le Parc Torkkeli de Viipuri. 
Des copies sont érigées à Turku et à Lahti.
| Statue            | Image | Lieu                                   |
| ----------------- | ----- | -------------------------------------- |
| Grues dansantes   |       | Vår Gård, Saltsjöbaden                 |
| Grues             |       | Gustavlundsvägen 145, Alvik, Stockholm |
| Aigle             |       | Sunne, Värmland.                       |
| Lynx              |       | Nygatan 5, Eskilstuna                  |
| Fierté d'une mère |       | Rinmansskolan, Eskilstuna              |
| Fierté d'une mère |       | Parc aux sculptures de Rottneros.      |
| Aigles            |       | Parc Sibelius, Kotka                   |
| Cerf              |       | Parc de Torkkeli, Viipuri              |